# أحمد كردغلي
أحمد كردغلي مواليد 25 سبتمبر 1975 في سوريا، هو لاعب كرة قدم سوري. يلعب كلاعب وسط.

## المسيرة الاحترافية

### أندية لعب لها
- نادي تشرين

## روابط خارجية
- أحمد كردغلي على موقع ناشيونال فوتبول تيمز (الإنجليزية)
- أحمد كردغلي على موقع عالم كرة القدم.نت (الإنجليزية)